# NGC 6117
NGC 6117 est une vaste galaxie spirale située dans la constellation de la Couronne boréale. Sa vitesse par rapport au fond diffus cosmologique est de 8 607 ± 5 km/s, ce qui correspond à une distance de Hubble de 127,0 ± 8,9 Mpc (∼414 millions d'al). NGC 6117 a été découverte par l'astronome allemand Albert Marth en 1864.
La classe de luminosité de NGC 6117 est II-III. En raison d'une brillance de surface égale à 14,00 mag/am2, on peut qualifier NGC 6117 de galaxie à faible brillance de surface (LSB en anglais pour low surface brightness). Les galaxies LSB sont des galaxies diffuses (D) avec une brillance de surface inférieure de moins d'une magnitude à celle du ciel nocturne ambiant.
Selon la base de données Simbad, NGC 6117 est une radiogalaxie.